# (51823) Rickhusband
Rickhusband. Asteroide n.º 51823 de la serie (2001 OY28), descubierto por Eleanor F. Helin, dentro del programa NEAT (Near-Earth Asteroid Tracking Program) el 18 de julio de 2001 desde Monte Palomar (California).
Nombrado en honor de Rick Husband (1957-2003), comandante del transbordador espacial Columbia (STS-107), desintegrado a su reentrada en la atmósfera el 1 de febrero de 2003.
- Datos: Q155070